# Braunsapis rolini
Braunsapis rolini är en biart som först beskrevs av Joseph Vachal 1903.  Braunsapis rolini ingår i släktet Braunsapis och familjen långtungebin. Inga underarter finns listade.